# Elektronická siréna

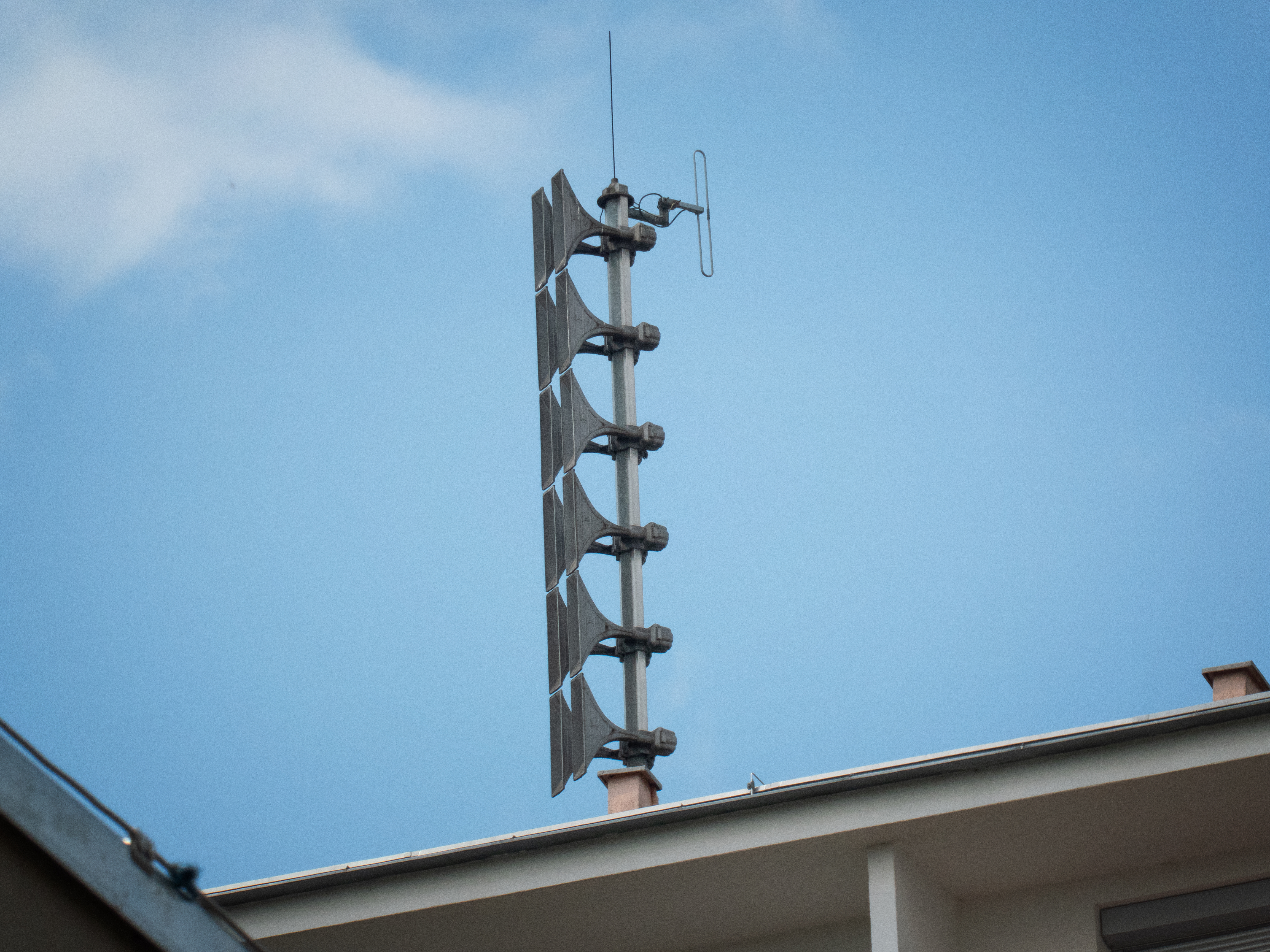
Elektronická siréna SiRcom ESp 1500 MAESTRO

Elektronická siréna (hovorově též mluvící siréna, zkráceně ES) je moderní zařízení určené pro včasné varování a informování obyvatelstva v případě vzniku mimořádné události. Všechny elektronické sirény musí být schopné dle platných technických norem reprodukovat verbální (slovní) informace upřesňující vzniklé nebo nastávající nebezpečí a musí být schopny operovat i v případě výpadku dodávky elektrické energie. Na rozdíl od mechanických (rotačních) sirén neobsahují žádné pohyblivé součásti, nýbrž pouze elektronické součásti.
V České republice se v dubnu 2022 nacházelo přibližně 2 000 elektronických sirén, které společně s bezdrátovými místními informačními systémy v rámci moderizace JSVV nahrazují zastaralé mechanické sirény. Elektronické sirény se nacházejí převážně ve městech, průmyslových závodech, elektrárnách nebo v blízkosti prostranství se zvýšenou koncentrací osob.

## Popis zařízení
Siréna, jako celek, se skládá ze dvou hlavních částí – akustické hlavice a řídící jednotky.

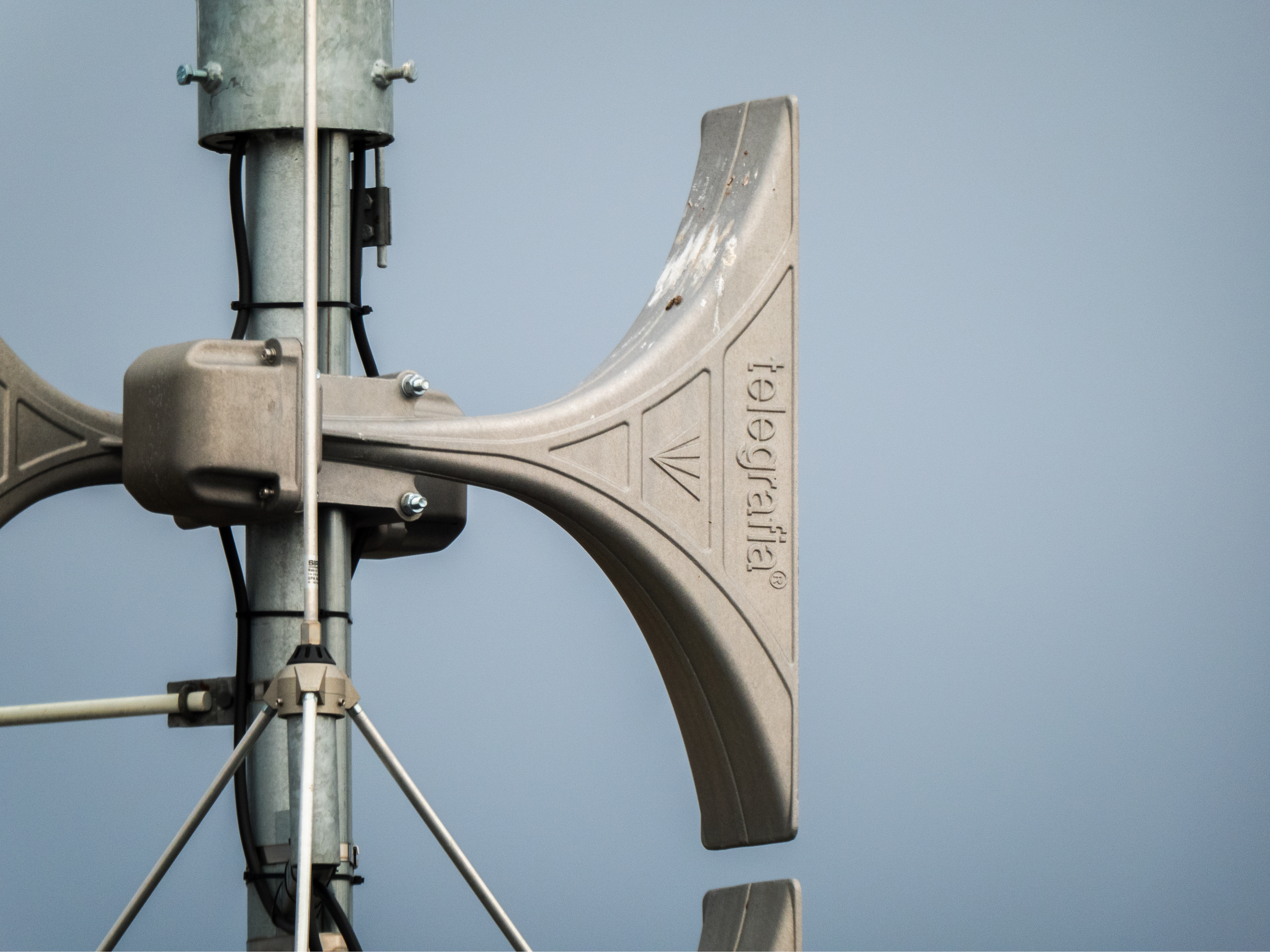
Elektronická siréna Telegrafia Gibon 900 – akustická ozvučnice

### Akustická hlavice
Jedná se o část sirény nacházející se v exteriéru. Toto je jediná část sirény, která je veřejně viditelná. Akustické hlavice se umisťují na vyvýšená místa, např. střechy budov, nejvýše položená místa v oblasti, na stožáry apod. Mohou také stát samostatně na dostatečně vysokých sloupech.
Akustickou jednotku lze rozdělit na několik dalších částí:
- Nosný sloup
- Akustické ozvučnice (tlakové reproduktory)
- Anténa

Hlavice sirény se skládá z nosného sloupu, ozvučnic a antény. Na sloupu jsou v libovolném směru a počtu nainstalovány ozvučnice (speciální tlakové reproduktory), které mohou být vyrobeny z plastu či z kovu, nejčastěji hliníku. Na samotném vrcholu sloupu se pak obvykle nachází přijímací anténa.

#### Nosný sloup
Ozvučnice se umisťují na nosný sloup. Ty mají různé délky, které se odvíjejí od povahy umístění. Jsou vždy vyrobeny z kovu.

#### Akustické ozvučnice
Jsou speciální reproduktory, které jsou schopny šířit dostatečně kvalitní a hlasitý zvuk ze sirény. Kovové ozvučnice (horny) jsou podle standardů vyrobeny tak, aby byly schopny za pomocí vysokého akustického tlaku šířit do prostoru varovný signál. Jejich horizontálně úzká konstrukce mimo jiné dovoluje šířit zvuk ve 180° spektru (za okraj jejího ústí), jelikož se jejím tvarem dosahuje jevu difrakce zvukových vln.

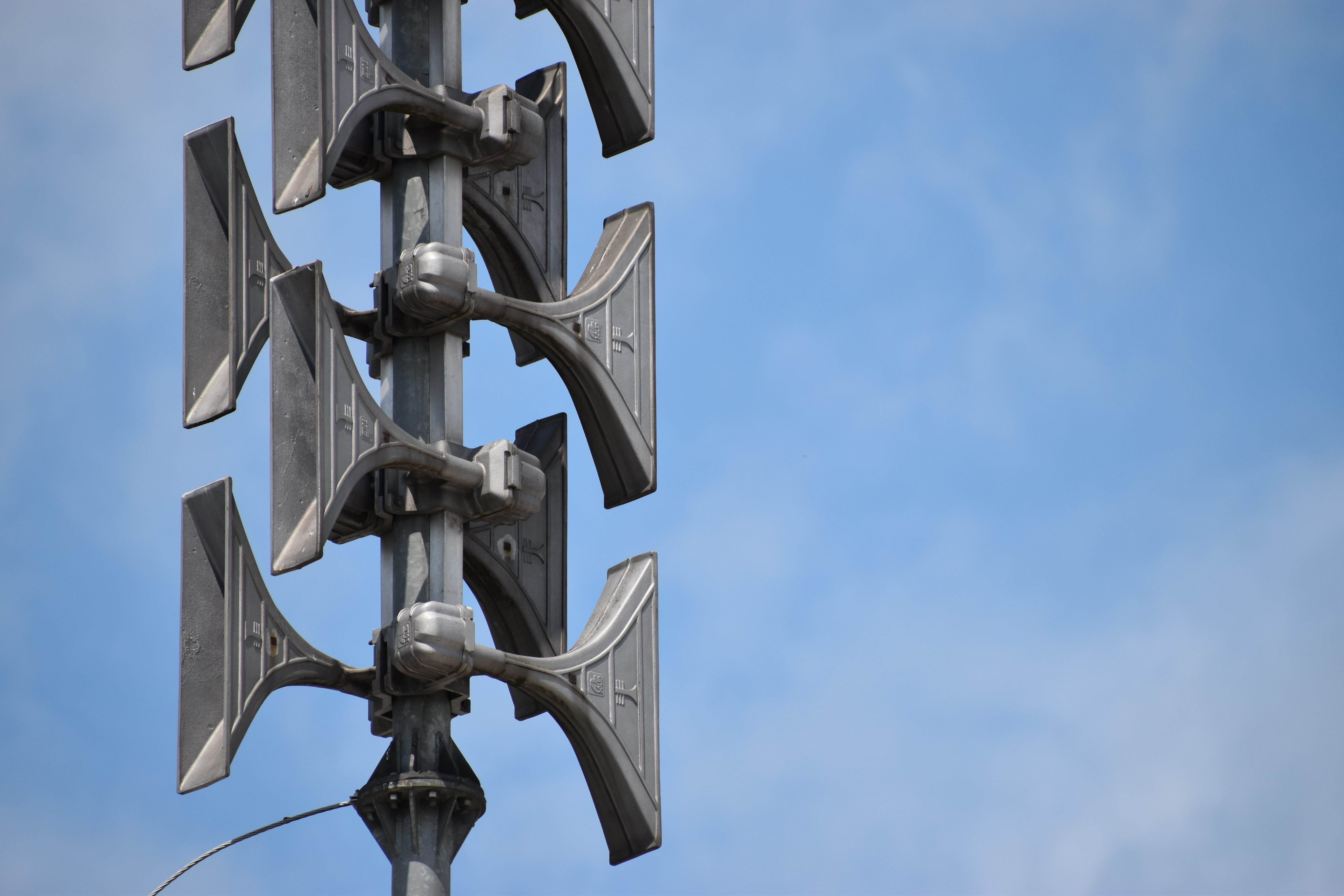
Detailní pohled na ozvučnice elektronické sirény

Ozvučnice jsou na nosné sloupy instalovány nejčastěji do tří základních směrování. Podle požadavku je použito směrování, které za daných okolností dokáže nejlépe a nejefektivněji šířit zvuk do požadovaného prostranství. Jedná se o směrování:
- Jednosměrné (unidirekcionální) – Všechny ozvučnice šíří zvuk do jednoho směru
- Dvousměrné (bidirekcionální) – Ozvučnice jsou rozděleny tak, aby šířily směr do dvou většinou vzájemně opačných směrů
- Všesměrné (omnidirekcionální) – Ozvučnice jsou umístěny tak, aby akusticky pokrývaly všechny směry

Příklady směrového umístění ozvučnic
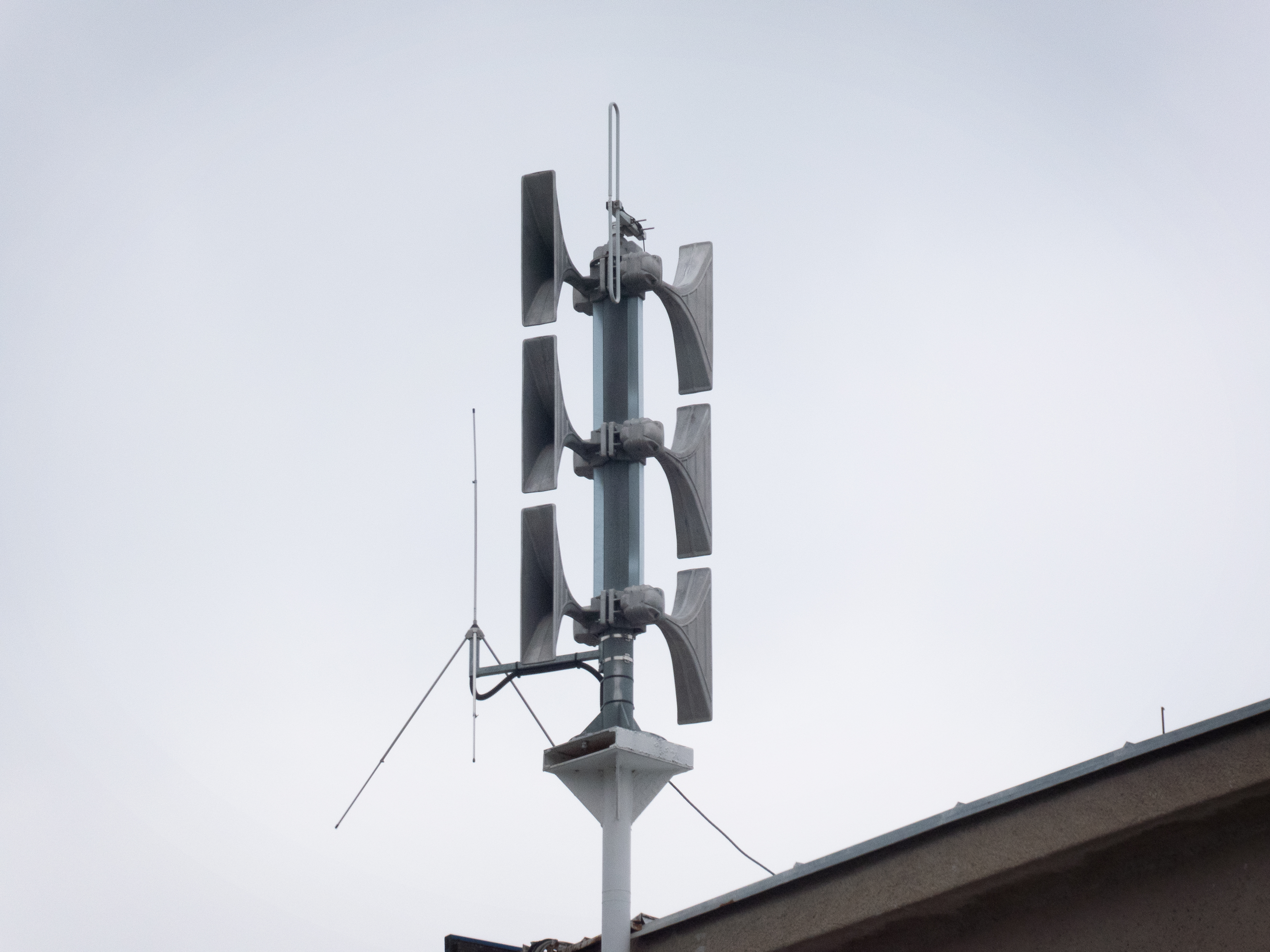
Omnidirekcionální rozmístění ozvučnic
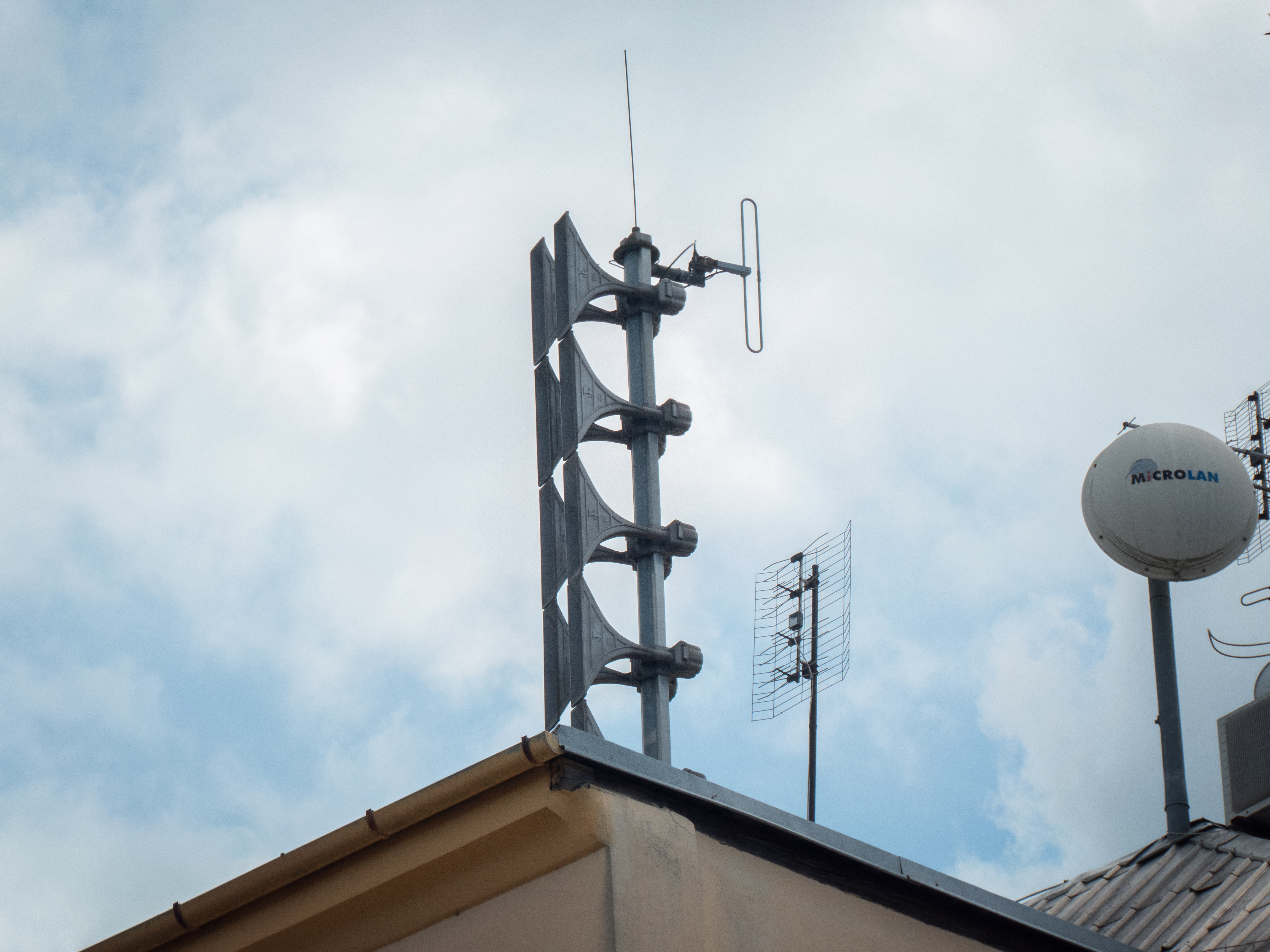
Unidirekcionální rozmístění ozvučnic
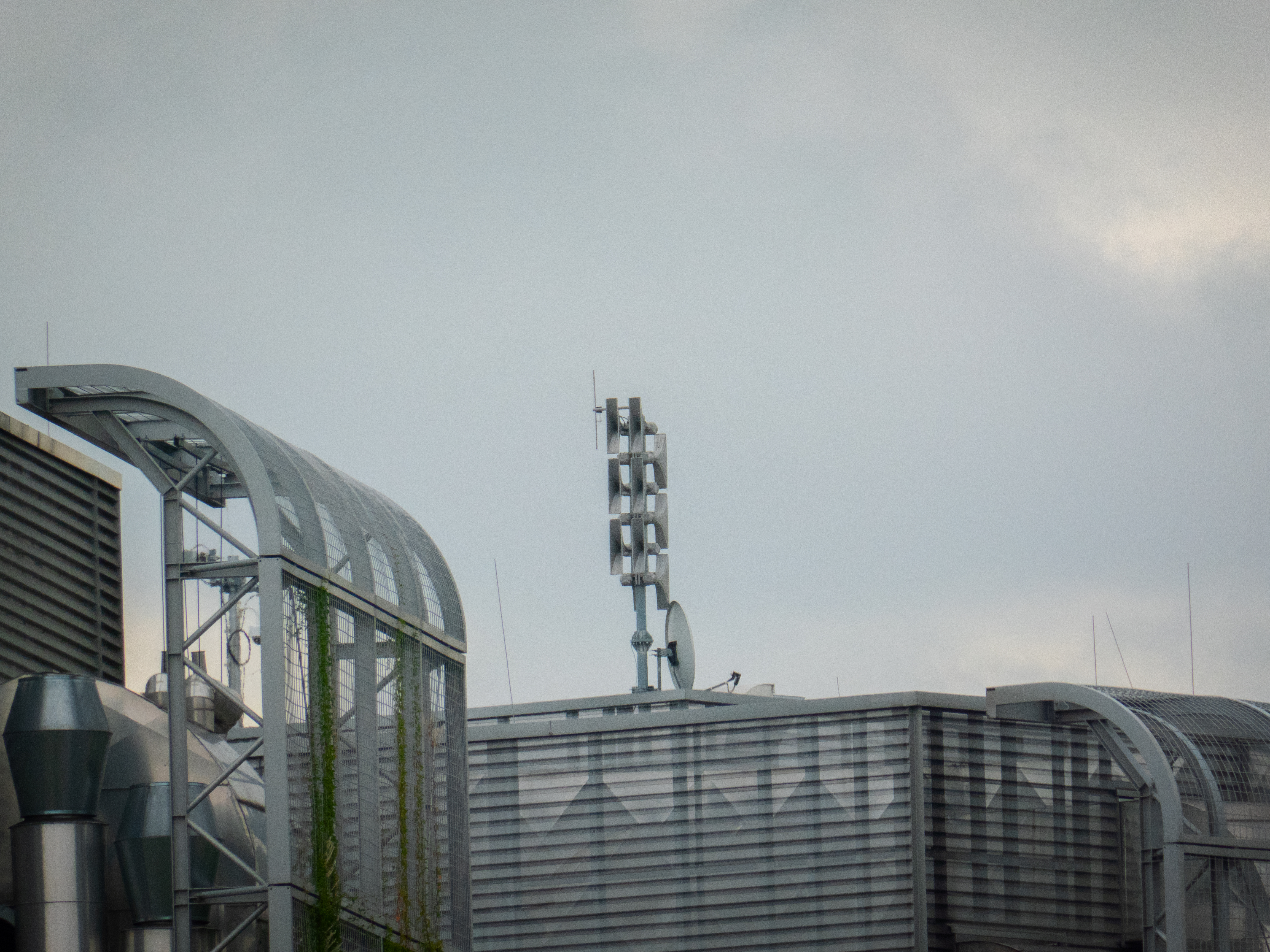
Bidirekcionální rozmístění ozvučnic

#### Antény
Elektronické sirény používají pro dálkovou komunikaci s řídícími prvky a vyrozumívacími centry dipólové (skládaný dipól) nebo GP (Ground Plane) antény.

### Řídící jednotka
Řídící jednotka obsahuje veškerou řídící elektroniku potřebnou ke správnému fungování sirény. Součástky řídící jednotky jsou přísně regulovány požadavky Generálního ředitelství HZS ČR (Čj. MV- 29891-1/PO-KIS-2022). Skříň řídící jednotky se obvykle umisťuje do vnitřních prostor budovy nebo objektu, na němž (či v jeho blízkosti) se siréna nachází. Řídící jednotka může být za určitých okolností umístěna také v exteriéru.
Skládá se z:
- Řídící elektroniky
- Prvku místního ovládání (přístupový panel)
  - Zobrazovací panel
- Přijímače signálů přenosové soustavy JSVV
- Rozhlasového přijímače
- Nízkofrekvenčního koncového zesilovače
- Napájecí a zdrojové části, záložní baterie

#### Řídící elektronika

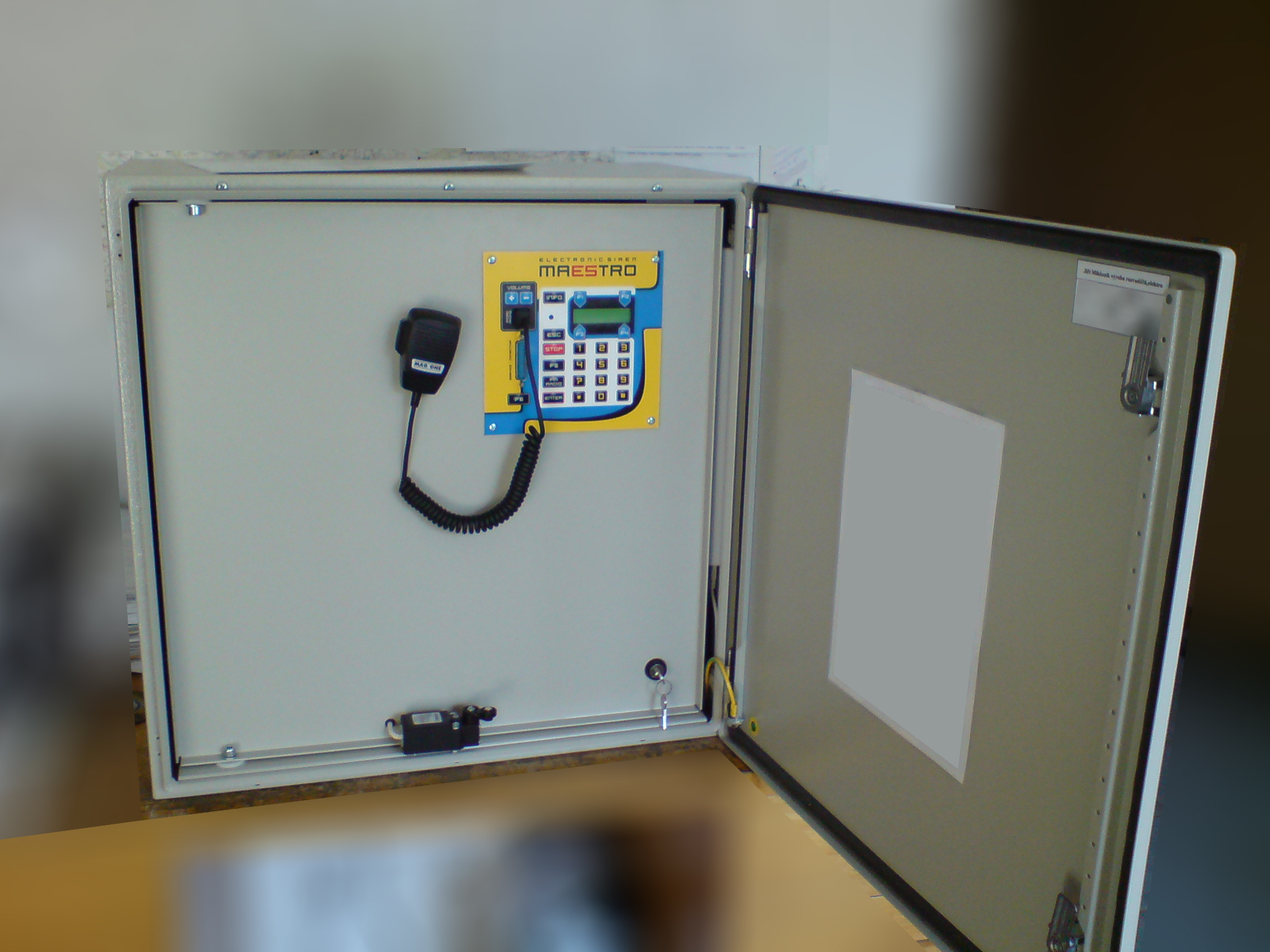
Řídící jednotka elektronické sirény ESp MAESTRO

Řídící elektronika sirény obsahuje hlavní procesor, který zpracovává veškeré příchozí informace a instrukce.
Součástí řídící elektroniky je také úložiště zvukových nahrávek a verbálních informací, zpravidla MMC karta, na které musí být uložený 3 akustické signály, 11 standardních hlasových nahrávek a mimo jiné dostupné úložiště pro dalších 5 nahrávek pro potřeby Hasičského záchranného sboru České republiky. 

#### Prvek místního ovládání a zobrazovací panel
Prvek se skládá z přístupové klávesnice, zobrazovacího panelu, mikrofonu pro místní hlášení přímo ze skříně sirény a vstupu pro externí audio. V případě klávesnice se jedná o jednoduchou maticovou klávesnici a zobrazovací prvek se osazuje LCD displejem libovolné velikosti (minimálně dva zobrazovací řádky).
Místní ovládání slouží pro ovládání funkcí sirény, tzn. spuštění libovolné nahrávky v úložišti sirény, diagnostika zařízení, místní hlasový vstup, apod.

#### Přijímač signálů přenosové soustavy JSVV
Přijímá požadavky za pomocí protokolu POCSAG nebo DMR z vyrozumívacích center různých úrovní, které jsou zahrnuty v první nebo druhé vrstvě přenosové soustavy jednotného systému varování a vyrozumění. Systém zodpovědný za přenos požadavků v této síti se nazývá SSRN (Systém selektivního rádiového návěstění). Sirény jsou tedy schopny přijímat požadavky z obecních vyrozumívacích center na úrovni obce, krajských operačních a informačních středisek KOPIS (úrovně kraje) a operačního a informačního střediska OPIS Ministerstva vnitra – Generálního ředitelství HZS ČR (celorepubliková úroveň).

#### Rozhlasový přijímač
Součástí řídící jednotky je VKV FM rozhlasový přijímač, který slouží k propojení sirény s ústřednou místního informačního systému. Je tedy možné do sirény vysílat ze vzdálené ústředny BMIS, například z městského úřadu, či jiných přístupových míst.

#### Nízkofrekvenční koncový zesilovač
Nízkofrekvenční koncový výkonový zesilovač slouží k zesílení vstupního zvukového signálu do zesilovače a odfiltrování rušivých elementů zvuku. Akustické měniče mají určitý frekvenční rozsah. Koncové zesilovače jsou konstruovány tak, aby měniče nebyly zatíženy frekvencemi, které nedokáží reprodukovat. Velmi nízké frekvence zvuku by mohly vést k jejím poškozením, jsou proto vyfiltrovány pásmovou propustí (dolní propust).

#### Napájecí a zdrojové části a záložní baterie

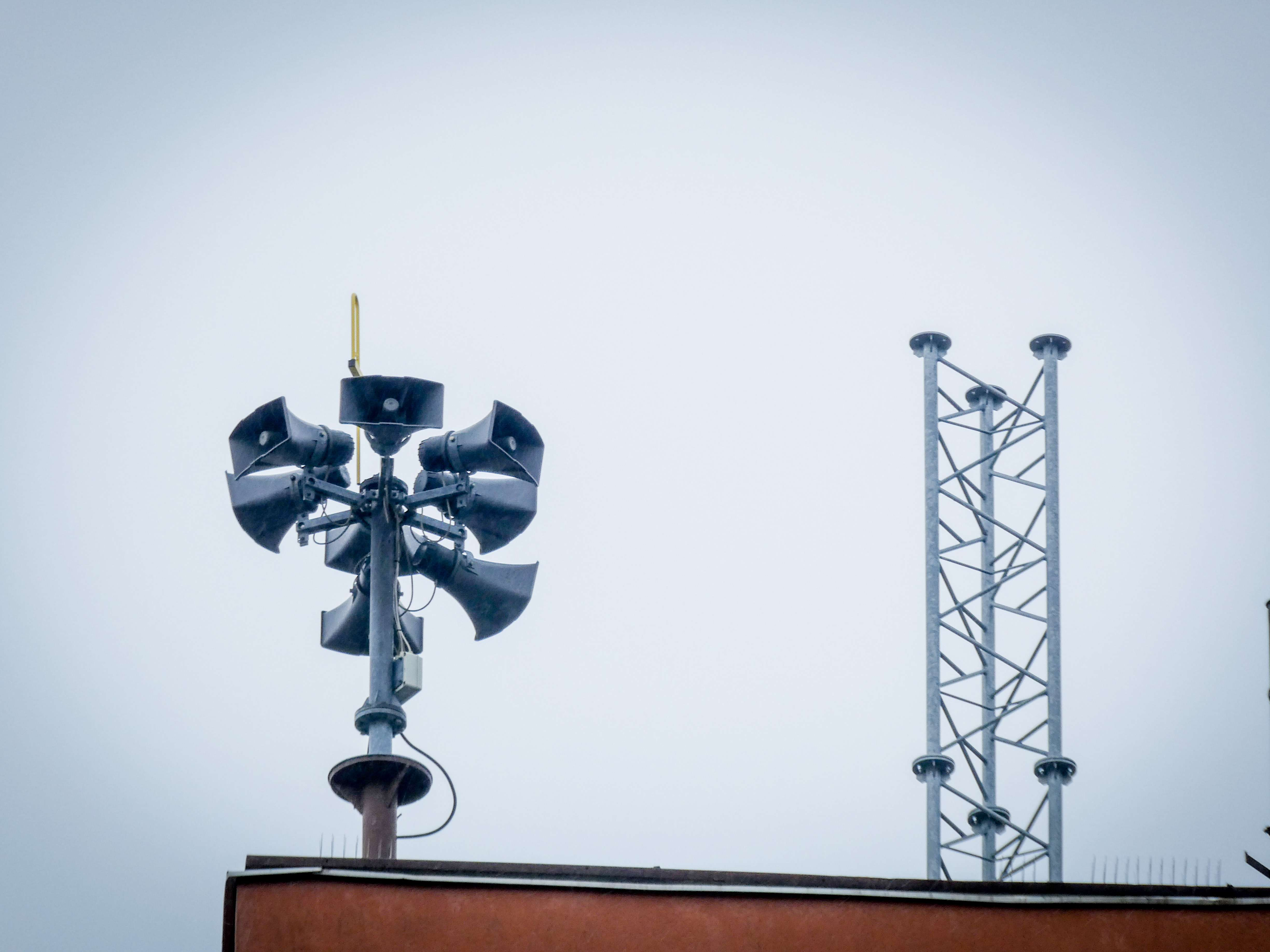
Tesla AJSN v Mladé Boleslavi

Jednotlivé součásti sirény je nutné napájet pomocí akumulátorů. Eleketronické sirény a jejích řídící jednotky jsou konstruovány tak, aby je bylo možné použít v různých zemích s různou napájecí soustavou (100 ÷ 240 V, 50/60 Hz). Obvykle se jedná o jeden spínaný zdroj s univerzálním vstupním napájením o jmenovitém výstupním napětím 24 VDC, a proudem standardně 5 A (podle počtu akumulátoru). Tento zdroj slouží pro napájení (dobíjení) akumulátorů. Akumulátory poté slouží k napájení základních prvků sirény, např. řídící elektroniky a přijímačů. Drtivá část sirény pracuje v rozsahu malého napětí, standardně 24 V. Jednotlivé části zařízení si poté přizpůsobují napětí dle potřeby, většinou jej snižují na 12 V nebo 5 V. Samotná řídící elektronika pracuje s 5 V nebo 3,3 V logikou. Výjimkou jsou některé jistící prvky a servisní zásuvka, ve kterých se nachází nízké napětí patřičné napájecí soustavy, v Evropské unii 230 VAC. Koncový výkonový zesilovač je napájen 24 V symetrického napětí. Do sirény se kvůli těmto potřebám dosazují dvojice bezúdržbových olověných akumulátorů zapojených v sérii pro získání potřebných 24 VDC. Jednotlivými prvky sirény prochází vysoké proudy, zejména v zesilovačích (řádově desítky ampér), akumulátory jsou z toho důvodu jištěny skleněnou nebo jinou válcovou pojistkou.
Elektronické sirény musí být dle požadavků pro koncové prvky JSVV schopny operovat i v případě výpadku elektrického proudu. Tyto akumulátory jsou schopny sirénu napájet v pohotovostním režimu minimálně po dobu 72 hodin.

## Způsoby generování zvuku
Elektronické sirény neprodukují zvuk mechanickou cestou, nýbrž přehrávají vytvořené elektronické nahrávky, nebo generují signály za pomocí hardwarového generátoru.
V paměti sirény jsou uloženy nahrávky signálů „Všeobecná výstraha“, „Požární poplach“ a „Zkouška sirén“, 11 základních verbálních informací a nahrávky upozorňovacích tónů (gongů) společně s dalšími libovolnými nahrávkami, které jsou do paměti sirény zahrnuty dle potřeb HZS ČR či obce.

## Signály elektronických sirén
Elektronické sirény čítají 4 akustické signály, z nichž pouze 3 se používají. „Všeobecná výstraha“, „Požární poplach“ a „Zkouška sirén“. Poslední, již nepoužívaný signál, se nazývá „Zátopová vlna“. Tento akustický signál je od roku 2002 vyřazen a nahradil ho jediný současný varovný signál v ČR – „Všeobecná výstraha“.

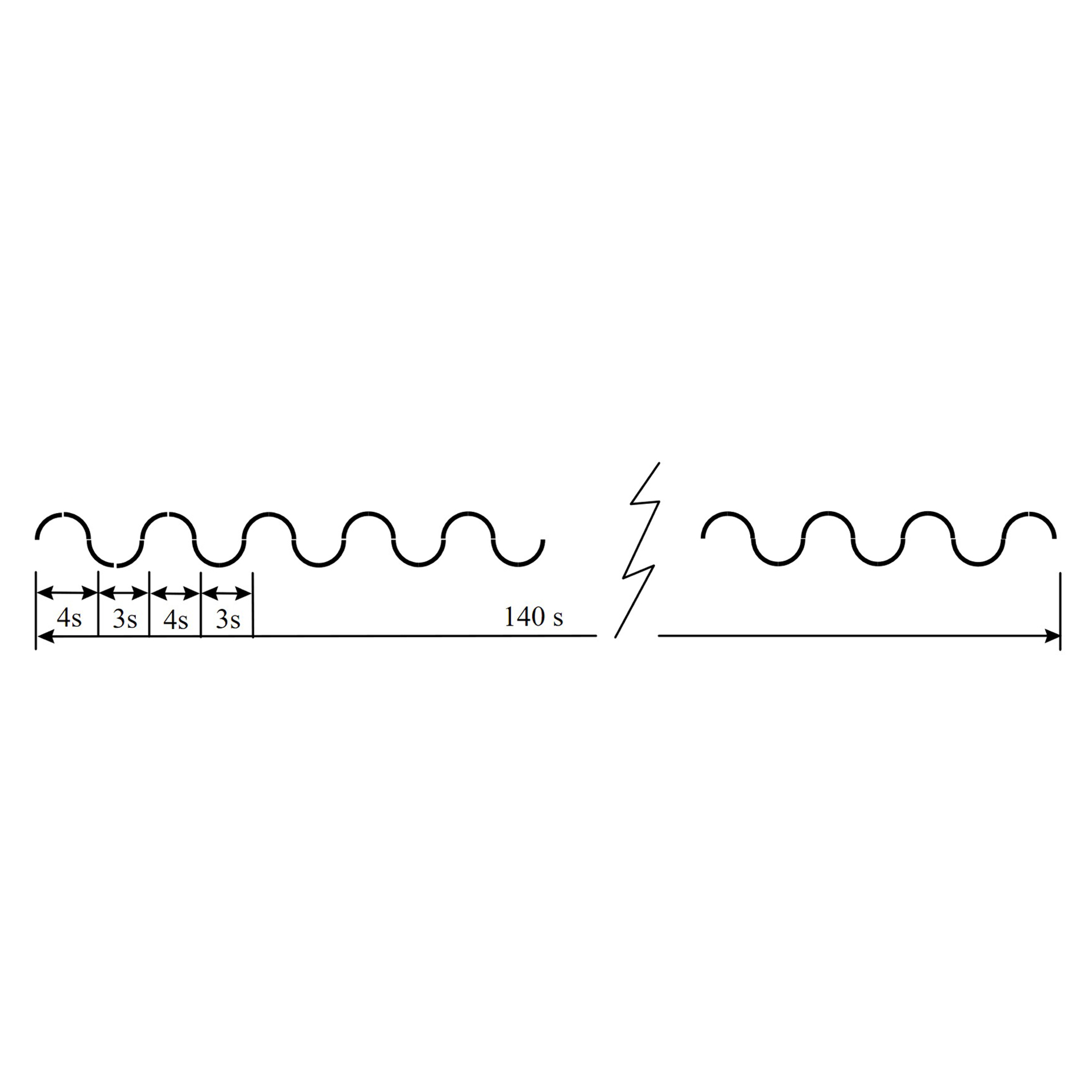
Schéma signálu „Všeobecná výstraha“ u elektronické sirény. Signál je kolísavý a jeho doba trvání je 140 sekund.
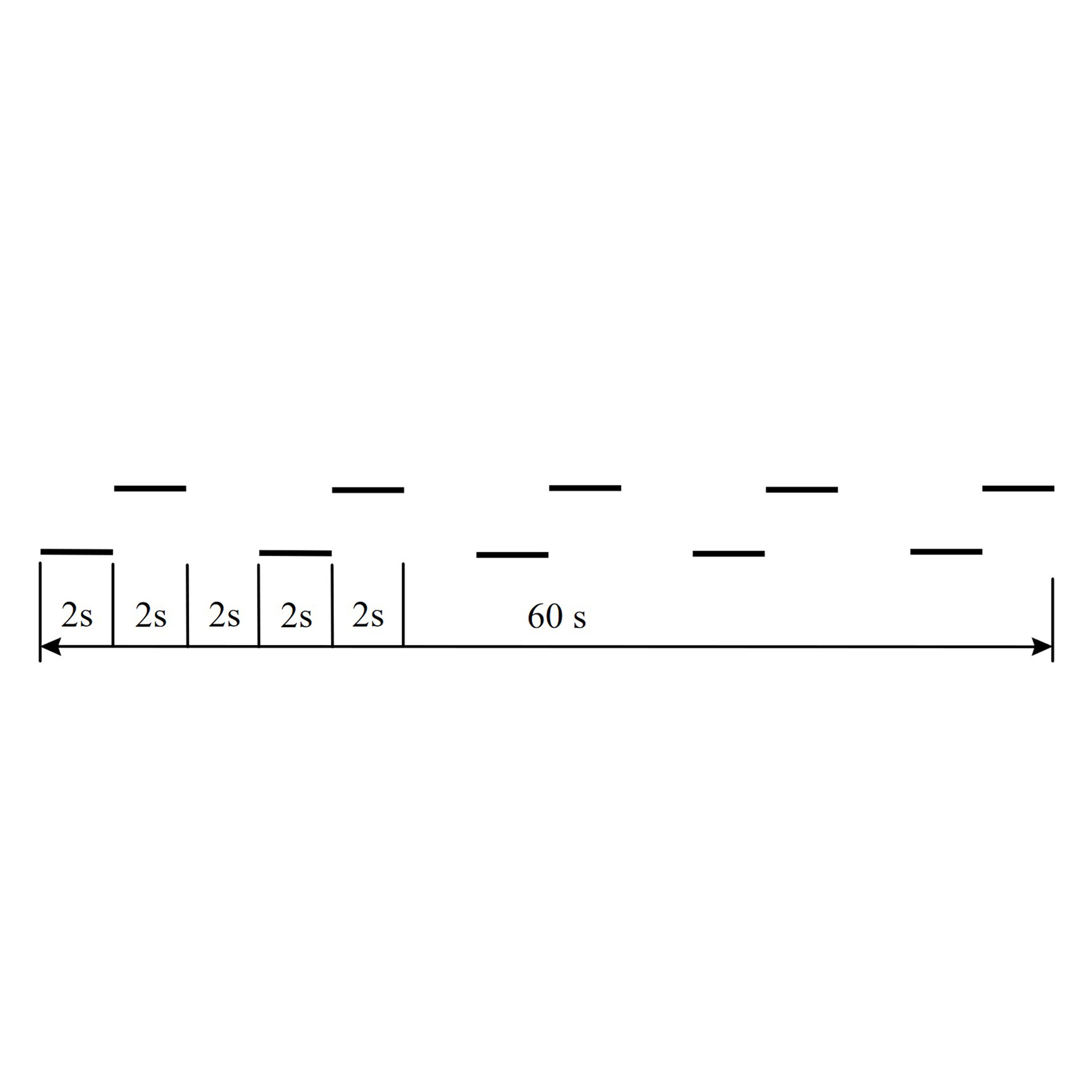
Schéma signálu „Požární poplach“ u elektronické sirény. Signál je střídavý a jeho doba trvání je 60 sekund.. Imituje troubení trubky „HÓ-ŘÍ“
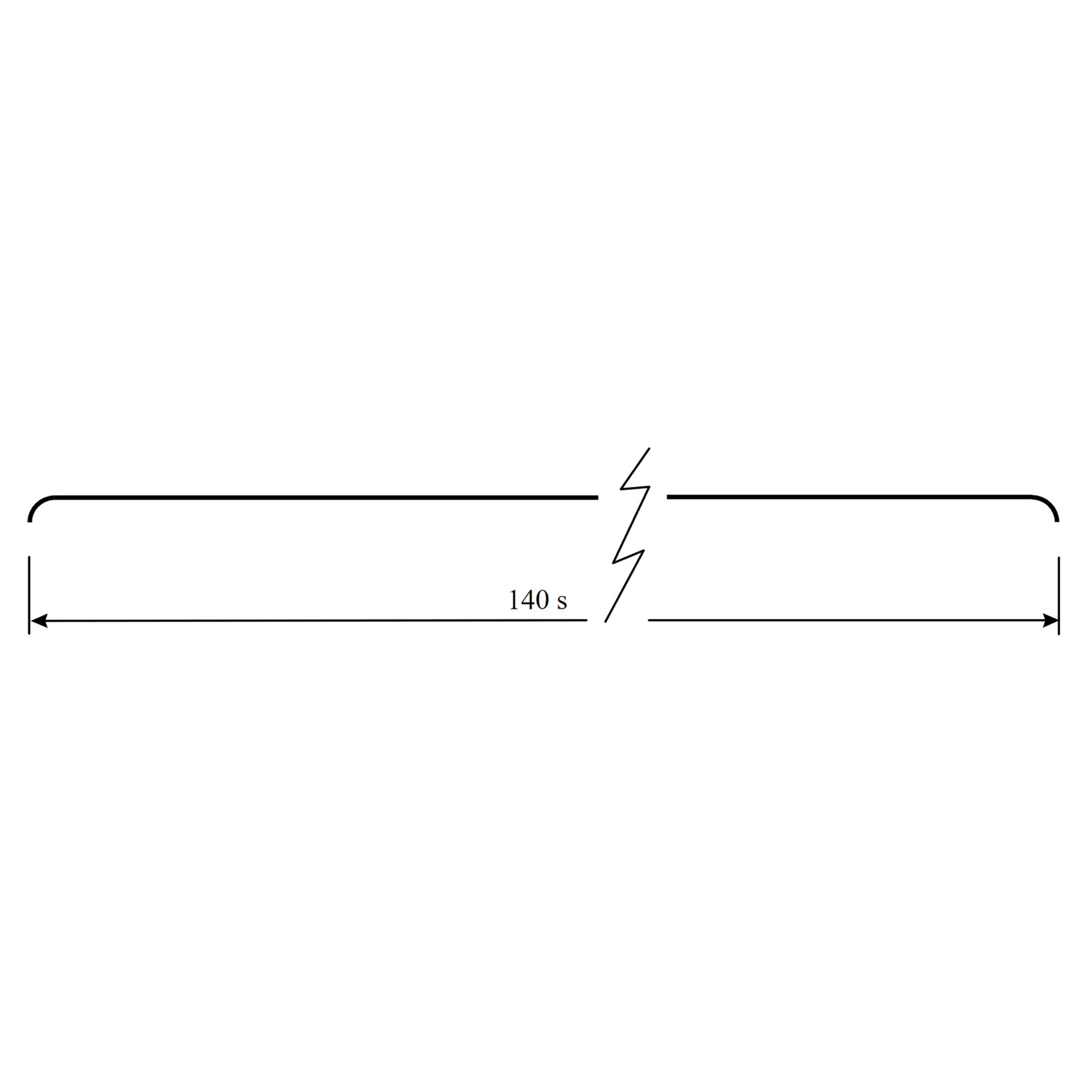
Schéma signálu „Zkouška sirén“ u elektronické sirény. Signál je stálý nepřerušovaný a jeho doba trvání je 140 sekund.

## Elektronické sirény v Česku
Období povolené instalace je takové období, po které má výrobce nárok na instalaci ES. Po uplynutí této doby se ES nesmí dále instalovat, pouze přemisťovat. V případě znovupoužití musí zařízení projít opětovnou kontrolou EZÚ a splňovat technické normy nařízené GŘ HZS ČR.
(Data pochází z dokumentací GŘ HZS ČR – schválených koncových prvků v období r. 2002 – 2022 ze dne 2.3.2022)
| Seznam elektronických sirén používaných v ČR | Seznam elektronických sirén používaných v ČR | Seznam elektronických sirén používaných v ČR | Seznam elektronických sirén používaných v ČR | Seznam elektronických sirén používaných v ČR |
| -------------------------------------------- | -------------------------------------------- | -------------------------------------------- | -------------------------------------------- | -------------------------------------------- |
| Siréna                                       | Výrobce                                      | Období výroby                                | Období povolené instalace                    | Země výroby                                  |
| UEAJ                                         | TESLA Blatná a.s.                            | 1998 – 2001                                  | 1998 – 2011                                  | Česko                                        |
| UEAJ II                                      | TESLA Blatná a.s.                            | 2008 – 2018                                  | 2008 – 2018                                  | Česko                                        |
| Hornet                                       | EMPEMONT s.r.o.                              | 2009 – souč.                                 | 2009 – 2023                                  | Česko                                        |
| NERO 600                                     | ELMIK s.r.o.                                 | 2018 – souč.                                 | 2018 – 2022                                  | Česko                                        |
| BellBird ES (WSS-BB-ES-120)                  | Warning Systems s.r.o.                       | 2020 – souč.                                 | 2020 – 2024                                  | Česko                                        |
| AMO - S                                      | JD rozhlasy s.r.o.                           | 2011 – 201?                                  | 2011 – 2018                                  | Česko                                        |
| eRotor                                       | Technologie 2000 s.r.o.                      | 2008 – 2022                                  | 2008 – 2023                                  | Česko                                        |
| SONIK                                        | ELSVO Most s.r.o.                            | 2010 – souč.                                 | 2010 – 2022                                  | Česko                                        |
| SirCom HPS. 500                              | Colsys s.r.o.                                | 2020 – souč.                                 | 2020 – 2024                                  | Česko                                        |
| SARAH                                        | Bártek rozhlasy s.r.o.                       | 2012 – 201?                                  | 2012 – 2018                                  | Česko                                        |
| ESp MAESTRO                                  | SiRcom GmbH / Technologie 2000 s.r.o.        | 2007 – souč.                                 | 2007 – 2023                                  | Německo / Česko                              |
| Esp                                          | SiRcom GmbH                                  | 1990 – souč.                                 | 1992 – 2012                                  | Německo                                      |
| ECN                                          | Hörmann GmbH                                 | 1997 – souč.                                 | 1997 – 2012                                  | Německo                                      |
| EPS                                          | PSE Elektronik GmbH                          | 199? – souč.                                 | 200? – 2012                                  | Německo                                      |
| Pavian                                       | Telegrafia, a.s.                             | 200? – souč.                                 | 200? – 2024                                  | Slovensko                                    |
| Gibon                                        | Telegrafia, a.s.                             | 200? – souč.                                 | 200? – 2024                                  | Slovensko                                    |